# Michael Chang
Michael Te-pei Chang, född 22 februari 1972 i Hoboken i delstaten New Jersey i USA, högerhänt tidigare professionell tennisspelare från USA. Chang vann en Grand Slam-titel i karriären, Franska öppna 1989. I och med segern är han den yngsta herrspelaren någonsin att vinna en Grand Slam.
Chang upptogs 2008 i International Tennis Hall of Fame.

## Tenniskarriären
Michael Chang blev professionell spelare på ATP-touren 1988. Under sin aktiva karriär vann han totalt 34 singeltitlar, men ingen dubbeltitel. Som bäst rankades han som världstvåa (1996). Han avslutade sin tävlingskarriär  2003 och spelar sedan 2006 på seniortouren.
Sin förnämsta singeltitel vann han 1989, då han i finalen i Grand Slam-turneringen Franska öppna besegrade Stefan Edberg med siffrorna 6-1, 3-6, 4-6, 6-4, 6-2. Chang spelade ytterligare tre Grand Slamfinaler.
Michael Chang spelade i det amerikanska Davis Cup-laget 1989-90 och 1996-97. Han spelade totalt 12 matcher av vilka han vann 8.

## Grand Slam-finaler, singel (4)

### Titlar (1)
| År   | Mästerskap    | Finalmotståndare | Setsiffror              |
| 1989 | Franska öppna | Stefan Edberg    | 6-1, 3-6, 4-6, 6-4, 6-2 |

### Finalförluster (3)
| År   | Mästerskap        | Finalmotståndare | Setsiffror         |
| 1995 | Franska öppna     | Thomas Muster    | 7-5, 6-2, 6-4      |
| 1996 | Australiska öppna | Boris Becker     | 6-2, 6-4, 2-6, 6-2 |
| 1996 | US Open           | Pete Sampras     | 6-1, 6-4, 7-6(3)   |

## Övriga singeltitlar
- 1988 - San Francisco
- 1989 - Wembley
- 1990 - Canada Masters
- 1991 - Birmingham
- 1992 - San Francisco, Indian Wells Masters, Miami Masters
- 1993 - Jakarta, Osaka, Cincinnati Masters, Kuala Lumpur, Beijing Salem Open
- 1994 - Jakarta, Philadelphia, Hong Kong Salem Open, Atlanta, Cincinnati Masters, Beijing Salem Open
- 1995 - Hong Kong Salem Open, Atlanta, Tokyo Indoor, Beijing Salem Open
- 1996 - Indian Wells Masters, Washington, Mercedes-Benz Cup i Los Angeles
- 1997 - Memphis, Indian Wells Masters, Hong Kong Salem Open, Orlando, Washington
- 1998 - Boston, Shanghai
- 2000 - Mercedes-Benz Cup i Los Angeles